# Mats Fransson
Mats Fransson, född 1 juni 1962 i Lysekil, är en svensk före detta handbollsmålvakt.  

## Karriär
Fransson inledde karriären i Lysekils HK och debuterade som 15-åring i A-laget i den klubben. 1981 gjorde han militärtjänst vid Älvsborgs kustartilleriregemente i Göteborg och spelade en säsong för IK Heim. Denna säsong slutade med att laget vann SM-guld 1982, Fransson enda SM-guld. Han flyttade sedan tillbaka till Lysekil och spelade sex år för Uddevallaklubben GF Kroppskultur. Han gick sedan till Irsta HF i Västerås.
Med Irsta HF fick han spela två SM-finaler man vann ingen men det var 1990 han blev världsmästare. Han beskriver dessa åren som de bästa i hans karriär, Han återvände till Lysekil men bara för något år. 1992 startade han en norsk karriär i Runar. Han spelade sju år där. Trappade ner i småklubben Orust och elitkarriären var slut. Men inte - efter en kort utlåning till Spanien hamnade i Runars konkurrent Sandefjord och var där i tre år. Han återvände sedan till Runar i två år.
Först 2012, vid 49 års ålder, avslutade Fransson sin karriär som spelare i norska HK Herluf i Moss. Men han lämnade inte handbollen utan blev tränare i det norska damlaget Fredrikstad BK.

## Landslagskarriär
Fransson landslagsdebuterade 1984, spelade totalt 96 landskamper för Sveriges landslag och gjorde sin sista landskamp 1997. Mästerskapsdebut vid OS 1988 där Sverige kom på femte plats. Mats Fransson stod i mål mot Tjeckoslavakien. Fransson är Stor Grabb efter 95 landskamper. Överlägset största meriten är VM-guldet 1990 med Sveriges landslag.

## Klubbar
- Lysekils HK (–1981, moderklubb)
- IK Heim (1981–1982)
- GF Kroppskultur (1982–1988)
- Irsta HF (1988–1990)
- Lysekils HK (1990–1992)
- Runar Håndball (1992–1998)
- HF Orust (1999–2002)
  - →  CB Cantabria (lån, 2002)
- Sandefjord TIF (2002–2005)[7][8][9]
- Runar Håndball (2005–2007)
- HK Herulf (2007–2012)

## Meriter
- VM-guld 1990
- Femteplats vid OS 1988
- SM-guld 1982 med IK Heim
- 6 NM-guld i Norge med Runar och Sandefjord